# 日本職業足球丙級聯賽
日本職業足球丙級聯賽（J3 League，簡稱為：日丙），是日本足球聯賽系統的第 3 級別，亦是職業聯賽的最低級別，曾與日本足球聯賽(JFL) 同級，由社團法人日本職業足球聯賽所主辦。如同1999年的乙組聯賽，丙組聯賽將由持有日職聯球會牌照的球會參與。

## 成立歷史
首屆賽事於2014年舉行，共12 支球隊參與，但直至2013年11月19日，賽會仍對三支球隊進行牌照評核，以使其中一支能趕及參與第一屆賽事。2013年12月2日，賽會宣佈盛岡仙鶴取得首屆賽事最後一個名額。
2015年球季增至 13 支球隊參與。
2016年球季參賽球隊增至 16 隊：2015年JFL第四名鹿兒島聯升至J3（亞軍的沼津因球場未符合規定，未能升班）。日職聯U22選拔隊退出聯賽，而 J1 及 J2 球隊的青年軍則可參賽，但名額不得超過日丙A隊總數三份之一，並規定主隊如降至J3，青年軍不得參賽。J1的FC東京、大阪飛腳及J2大阪櫻花將會派出青年軍首度參賽J3。
隨後賽會取消青年軍參賽，以便更多職業化球會加入，使參賽球隊總數增至20隊。
因應職業聯賽系統於2024年改制，2023年起，參賽球隊總數定為20隊，並實施降級制。

## 賽制
2014年球季，只有12支球隊參賽，各隊以三循環形式比賽，而U-22選拔隊「主場」時則利用作客球隊的場地作賽。

2015年球季，增加至13隊，球季結束後U-22選拔隊退出聯賽。

2016年球季，增加至16隊（包括3支青年軍球隊），並改為雙循環主客制。

2020年球季，結束後，青年軍球隊退出聯賽。

另外，有條件升級制度將會於季度結束時執行：
1. U-22選拔隊(2014及15年度)及青年軍(2016年度起)任何情況下均不會升級。
2. 所有合資格球隊必須持有J2牌照。
3. 第一名非青年軍球隊直接升級，日乙第22名直接降級；第二名非青年軍球隊與日乙第21名進行附加賽。
4. 如只有第一名持有J2牌照，第二名不獲進行附加賽，而日乙第21名無須降級。
5. 如只有第二名持有J2牌照，則需與日乙第22名進行附加賽。

2017年球季取消附加賽，並按下列條件執行：
1. 日乙第21及22名直接降級；第一及二名非青年軍球隊如持有J2牌照，可直接升級
2. 如前兩名非青年軍球隊只有一隊持有J2牌照，日乙第21名無須降級，持有J2牌照球會可直接升級。
3. 如前兩名非青年軍球隊都沒有J2牌照，日乙球隊無須降級。

2023年起，新增降級規定，球季結束後，榜尾兩支球隊會視乎2023年JFL前兩名球隊情況，決定是否降班：
1. 如前兩名均不符升班資格，J3球隊無需降班
2. 如前兩名均符合升班資格，J3榜尾/JFL首名直接降/升班；J3尾二/JFL次名進行附加賽
3. 如前兩名只有一隊符合升班資格，J3尾二無需降班；J3榜尾則視JFL球隊排名，直接降班(JFL首名時)或進行附加賽(JFL次名時)
4. 附加賽為主客制共兩場比賽，不設作客入球優惠，依比賽結果，勝出者進入J3：
  1. 勝出較多比賽者
  2. 如雙方勝場相同，兩場比賽總得失球差較佳者
  3. 如得失球差相同，第二場結束後即時進行30分鐘加時賽的勝方
  4. 如加時賽未分勝負，則互射十二碼之勝方

## 參賽球隊
2025年日本職業足球丙級聯賽參賽隊伍共有 20 支。
| 中文名稱     | 英文名稱            | 所在城市 | 上季成績        |
| ------------ | ------------------- | -------- | --------------- |
| 栃木SC       | Tochigi SC          | 宇都宮市 | 乙組，第 18 位  |
| 鹿兒島聯     | Kagoshima United FC | 鹿兒島市 | 乙組，第 19 位  |
| 群馬溫泉     | Thespa Gunma        | 前橋市   | 乙組，第 20 位  |
| 松本山雅     | Matsumoto Yamaga FC | 松本市   | 第 4 位         |
| 福島聯       | Fukushima United FC | 福島市   | 第 5 位         |
| FC大阪       | FC Osaka            | 東大阪市 | 第 6 位         |
| 北九州向日葵 | Giravanz Kitakyushu | 北九州市 | 第 7 位         |
| FC岐阜       | FC Gifu             | 岐阜市   | 第 8 位         |
| SC相模原     | SC Sagamihara       | 相模原   | 第 9 位         |
| 沼津青藍     | Azul Claro Numazu   | 沼津市   | 第 10 位        |
| 八戶雲羅里   | Vanraure Hachinohe  | 八戶市   | 第 11 位        |
| 金澤薩維根   | Zweigen Kanazawa    | 金澤市   | 第 12 位        |
| 鳥取飛翔     | Gainare Tottori     | 米子市   | 第 13 位        |
| FC琉球       | FC Ryukyu           | 沖繩市   | 第 14 位        |
| 宮崎棒牛鳥   | Tegevajaro Miyazaki | 宮崎市   | 第 15 位        |
| 讚岐釜玉海   | Kamatamare Sanuki   | 高松市   | 第 16 位        |
| 奈良俱樂部   | Nara Club           | 奈良市   | 第 17 位        |
| 長野拍檔     | AC Nagano Parceiro  | 長野市   | 第 18 位        |
| 栃木城       | Tochigi City FC     | 栃木市   | 日足聯，第 1 位 |
| 高知聯       | Kochi United SC     | 高知市   | 日足聯，第 2 位 |

## 首個球季參賽球會名單
| 隊名                                | 所屬城市         | 備註                                             |
| ----------------------------------- | ---------------- | ------------------------------------------------ |
| 町田澤維亞                          | 東京都町田市     | 2013賽季JFL第4名，持有J2牌照                     |
| 長野拍檔                            | 長野縣長野市     | 2013賽季JFL第1名，持有J3牌照                     |
| 橫濱體育及文化會 (簡稱Y.S.C.C.橫濱) | 神奈川縣橫濱市   | 2013賽季JFL第12名，持有J3牌照                    |
| FC琉球                              | 沖繩縣全縣       | 2013賽季JFL第11名，持有J3牌照                    |
| 藤枝MYFC                            | 靜岡縣藤枝市     | 2013賽季JFL第13名，持有J3牌照                    |
| 秋田藍閃電                          | 秋田縣秋田市     | 2013賽季JFL第8名，持有J3牌照                     |
| 金澤薩維根                          | 石川縣金澤市     | 2013賽季JFL第7名，持有J2牌照                     |
| SC相模原                            | 神奈川縣相模原市 | 2013賽季JFL第3名，持有J3牌照                     |
| 福島聯                              | 福島縣福島市     | 2013賽季JFL第14名，持有J3牌照                    |
| 盛岡仙鶴                            | 岩手縣盛岡市     | 2013賽季地區聯賽總冠軍，特准連升兩級，持有J3牌照 |
| 鳥取飛翔                            | 鳥取縣鳥取市     | 2013賽季J2第22名，持有J2牌照                     |
| 日職聯U22選拔隊                     | (無)             | 所有成員由日本足協選定                           |

## 外部連結
- （日語） 日丙官方網站
- （日語） J聯盟官方網站
- （英文） J聯盟官方網站
- （日語） Official YouTube channel （页面存档备份，存于）